# Liars (álbum de Liars)

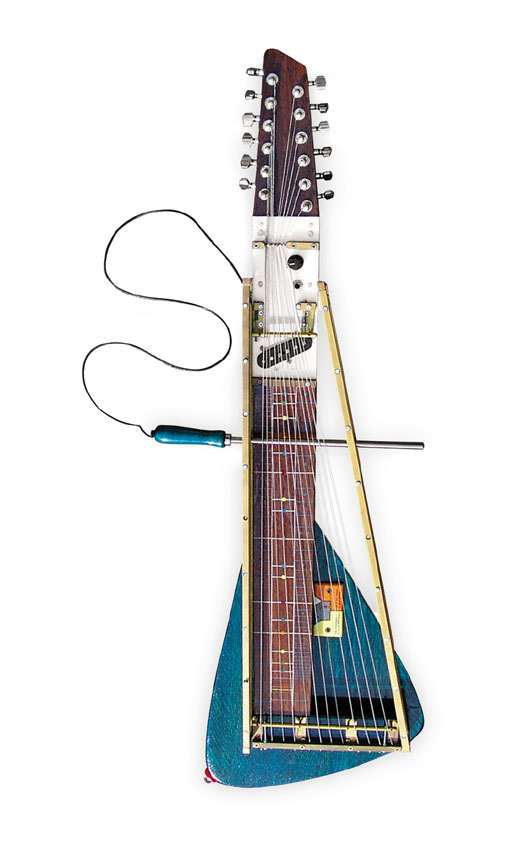
Moodswinger, usado en la canción Leather Prowler

Liars es el cuarto álbum de la banda Liars editado en 2007.

En marzo del 2006, Landman contactó con la banda americana Liars con quienes acordó fabricarles el instrumento. Al cabo de dos meses fabricó dos copias del Moodswinger, una para el guitarrista/baterista Aaron Hemphill y otra para él mismo. Leather Prowler está compuesta con el Moodswinger, en muchas críticas confundidas con un piano.

## Lista de canciones
1. "Plaster Casts of Everything"
2. "Houseclouds"
3. "Leather Prowler"
4. "Sailing to Byzantium"
5. "What Would They Know"
6. "Cycle Time"
7. "Freak Out"
8. "Pure Unevil"
9. "Clear Island"
10. "The Dumb in the Rain"
11. "Protection"

## Promo-Session
Session 24 de octubre de 2007, quatro tracks free download.
1. "Cycle Time" – 2:24
2. "House Clouds" – 3:27
3. "Pure Unevil" – 3:58
4. "Plaster Casts of Everything" – 4:02